# Avsiktsförklaring
En avsiktsförklaring (på engelska LOI, Letter of intent) är ett avtal som upprättas mellan parter för att skapa arbetsro och ramar för kommande förhandlingar om ett slutligt avtal. Avsiktsförklaringen förenas som regel med en mängd villkor för att parterna skall kunna dra sig ur om inte en överenskommelse nås. Det upprättas normalt när det slutliga avtalet som skall upprättas är mer ingående och innebär längre förberedande förhandlingar. Avsiktsförklaringar används bland annat vid företagsförvärv.
Avtalet är oftast inte så detaljerat, och om det kan betraktas som juridiskt bindande eller inte måste avgöras från fall till fall. En avsiktsförklaring är långt ifrån ett slutligt kontrakt men betraktas av många som en milstolpe. Ibland används termen intentionsavtal för att göra det extra tydligt att det rör sig om ett avtal, men avsiktsförklaring är den rekommenderade översättningen från engelskans Letter of intent.
Avsiktsförklaring ska inte förväxlas med ett avtal för start av tidiga avtalsaktiviteter (på engelska ESA, Early Start Agreement), som kan ingås när avtalsförhandlingarna är slutförda och parterna inväntar godkännande från högre instans (bolagsstyrelse eller myndighet).  